# Comté de Cleveland (Arkansas)
Pour les articles homonymes, voir Comté de Cleveland.
Le comté de Cleveland est un comté de l'État de l'Arkansas aux États-Unis. Au recensement de 2010, il comptait 8 689 habitants. Son chef-lieu est Rison.

## Démographie
| 1890   | 1900   | 1910   | 1920   | 1930   | 1940   | 1950  | 1960  |
| ------ | ------ | ------ | ------ | ------ | ------ | ----- | ----- |
| 11 362 | 11 620 | 13 481 | 12 260 | 12 744 | 12 570 | 8 956 | 6 944 |

| 1970  | 1980  | 1990  | 2000  | 2010  | - | - | - |
| ----- | ----- | ----- | ----- | ----- | - | - | - |
| 6 605 | 7 868 | 7 781 | 8 571 | 8 689 | - | - | - |